# Hybolabus brasiliensis
Hybolabus brasiliensis is een keversoort uit de familie bladrolkevers (Attelabidae). De wetenschappelijke naam van de soort werd in 1960 gepubliceerd door Janczyk.